# Praca bez sensu: Teoria
Praca bez sensu: Teoria – książka Davida Graebera z zakresu antropologii kulturowej, wydana pod oryginalnym tytułem Bullshit Jobs: A Theory w maju 2018 roku przez wydawnictwo Simon & Schuster. Autor postuluje istnienie bezsensownych miejsc pracy i analizuje ich społeczne szkody. Twierdzi, że ponad połowa pracy społecznej jest bezcelowa i staje się psychologicznie destrukcyjna w połączeniu z etyką pracy, która łączy pracę z poczuciem własnej wartości. Graeber opisuje pięć rodzajów bezsensownych prac, w których pracownicy udają, że ich rola nie jest tak bezsensowna ani szkodliwa, jak im się wydaje: sługusy, łobuzy, kanciarze, okienka i kierownicy. Twierdzi, że związek pracy z cnotliwym cierpieniem jest nowością w historii ludzkości i proponuje bezwarunkowy dochód podstawowy jako potencjalne rozwiązanie.
Książka jest rozszerzeniem popularnego eseju On the Phenomenon of Bullshit Jobs: A Work Rant opublikowanego przez Graebera w 2013 roku w magazynie STRIKE!. Artykuł został później przetłumaczony na 12 języków. Jego podstawowe założenie stało się przedmiotem ankiety YouGov. Graeber na podstawie przeprowadzonych badań terenowych pozyskał setki opinii od osób wykonujących bezsensowne prace i rozwinął swoją koncepcję w książce, która została opublikowana w maju 2018 roku.

## Streszczenie
Amerykański antropolog David Graeber twierdzi, że korzyści wynikające z automatyzacji mogłyby doprowadzić do 15-godzinnego tygodnia pracy, jak przewidywał ekonomista John Maynard Keynes w 1930 roku. W zamian za to powstały „prace bez sensu” stanowiące formy płatnego zatrudnienia, które są całkowicie bezcelowe, niepotrzebne lub nawet szkodliwe społecznie. W definicji prac bezsensu jest zawarty stosunek osób je wykonujących. Osoby wykonujące tego typu prace nie potrafią uzasadnić ich sensowności, mimo że w ramach warunków zatrudnienia pracownik czuje się zobowiązany udawać, że tak nie jest. Autor wyróżnia pięć rodzajów całkowicie bezsensownych prac:
1. Lokaje – służą temu, aby ich przełożeni czuli się ważni. Są to np. recepcjonistki, asystenci administracyjni, portierzy.
2. Zbiry – działają w celu wyrządzenia krzywdy lub oszukania innych w imieniu swojego pracodawcy, np. lobbyści, prawnicy korporacyjni, telemarketerzy, specjaliści od public relations.
3. Łatacze z taśmą – tymczasowo naprawiają problemy, które można naprawić na stałe, np. programiści naprawiający tandetny kod, personel biurowy linii lotniczych, który uspokaja pasażerów z powodu zagubionych bagaży.
4. Odhaczacze – sprawiają wrażenie, że robi się coś pożytecznego, kiedy w rzeczywistości nic się nie robi. Są to np. administratorzy ankiet, dziennikarze magazynów wewnętrznych, korporacyjni inspektorzy ds. zgodności.
5. Nadzorcy – to niepotrzebni zwierzchnicy, menadżerowie średniego szczebla, specjaliści ds. przywództwa. Ich rola sprowadza się do przydzielania pracy innym, tworzenie niepotrzebnych zadań do wykonania dla innych, nadzorowanie bezsensownych prac, a nawet tworzenie całkiem nowych niepotrzebnych etatów[3].

Graeber twierdzi, że te miejsca pracy są głównie w sektorze prywatnym, pomimo koncepcji, że konkurencja rynkowa wykorzeniłaby takie nieefektywności. Konkluduje, że w firmach wzrost liczby miejsc pracy w sektorze usług wynika w mniejszym stopniu z potrzeb ekonomicznych niż z „feudalizmu menedżerskiego”, w którym pracodawcy potrzebują podwładnych, aby czuć się ważni i utrzymać konkurencyjny status i władzę. W społeczeństwie przypisuje purytańsko-kapitalistyczną etykę pracy za uczynienie pracy kapitalizmu obowiązkiem religijnym: pracownicy nie osiągnęli postępów w produktywności jako skrócony dzień pracy, ponieważ, jako norma społeczna, uważają, że praca decyduje o ich własnej wartości, nawet jeśli uznają tę pracę za bezcelową. Graeber opisuje ten cykl jako „głęboką przemoc psychiczną” i „blizna na naszej zbiorowej duszy”. Autor sugeruje, że jednym z wyzwań w konfrontacji z naszymi uczuciami związanymi z bezsensowną pracą jest „bezscenariuszowość” [scriptlessness], czyli brak modeli kulturowych, które wskazywałyby jednostkom jak się zachowywać i czuć w sytuacji doświadczania pracy bez sensu. Większość prac bez sensu cechuje bezscenariuszowość, która jest źródłem psychicznej udręki. W efekcie zamiast korygować system prac bez sensu, jednostki atakują tych, których praca jest z natury satysfakcjonująca.
Graeber utrzymuje, że praca jako źródło cnoty jest nową ideą, że praca była pogardzana przez arystokrację w czasach klasycznych, ale odwrócona jako cnotliwa przez radykalnych wówczas filozofów, takich jak John Locke. Purytańska idea cnoty przez cierpienie usprawiedliwiała trud klasy robotniczej jako szlachetny. Według Graebera praca bez sensu usprawiedliwia współczesne wzorce życia: że trudy nudnej pracy są odpowiednim usprawiedliwieniem dla możliwości zaspokojenia pragnień konsumentów, a spełnianie tych pragnień jest rzeczywiście nagrodą za cierpienie z powodu bezsensownej pracy. W związku z tym z biegiem czasu dobrobyt wydobyty z postępu technologicznego został ponownie zainwestowany w przemysł i wzrost konsumpcji samej w sobie, a nie w zdobycie dodatkowego czasu wolnego od pracy. Prace bez sensu służą również politycznym celom, w których partie polityczne bardziej martwią się o pracę niż o to, czy praca daje satysfakcję. Ponadto twierdzi, że społeczeństwa zajęte pracą mają mniej czasu na bunt.
Jako potencjalne rozwiązanie Graeber proponuje uniwersalny dochód podstawowy, świadczenie zdatne do życia, wypłacane wszystkim bez kwalifikacji, które umożliwiłoby ludziom pracę w czasie wolnym. Czas, który nie zostanie spędzony na wykonywaniu bezsensownej pracy, w zamian za to zostanie poświęcany na twórcze działania. Autor wskazuje na naturalny cykl ludzkiej produktywności, która jest odmienna od standardowego 40-godzinnego tygodnia pracy i zależna od wykonywanego zawodu. Rolnicy, rybacy, wojownicy i powieściopisarze różnią się rygorem pracy w oparciu o potrzebę produktywności.

## Publikacje

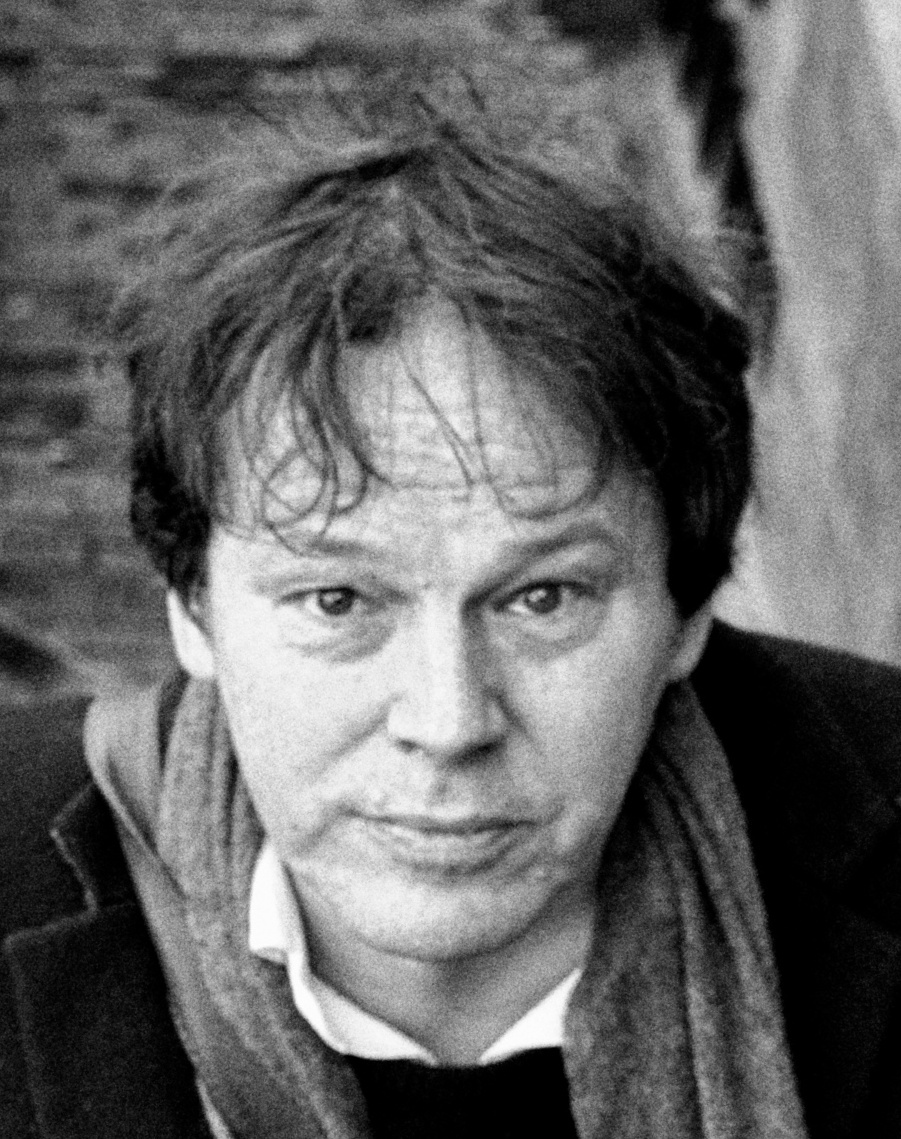
Autor, w 2015 r.

W 2013 roku Graeber opublikował esej On the Phenomenon of Bullshit Jobs: A Work Rant w 2013 roku w magazynie STRIKE! Dowodził w nim bezcelowość wielu współczesnych zawodów, zwłaszcza w dziedzinie finansów, prawa, zasobów ludzkich, public relations i doradztwa. Jego popularność, z ponad milionem odsłon, spowodowała awarię strony internetowej jej wydawcy. Esej został następnie przetłumaczony na 12 języków. YouGov przeprowadził podobną ankietę, w której 37% ankietowanych Brytyjczyków uważało, że ich praca nie wnosi „znaczącego” wkładu w świat. Graeber następnie pozyskał setki opinii o bezsensownych pracach i rozszerzył swój wywód w książce Praca bez sensu: Teoria. Do końca 2018 roku książka została przetłumaczona na francuski, niemiecki, włoski, hiszpański, polski, i chiński.

## Recenzja
Recenzja w The Times chwali akademicki rygor i humor książki, zwłaszcza w niektórych przykładach pracy. Mimo to uznano, że argument Graebera jest „przyjemnie przesadzony”. Recenzent uznał historyczny argument Graebera dotyczący etyki pracy za przekonujący, ale przedstawił kontrargumenty w innych kwestiach: że przeciętny brytyjski tydzień pracy zmniejszył się w ostatnim stuleciu, że argument Graebera dotyczący ogólnego odsetka bezsensownej pracy jest nadmiernie zależny od ankiety YouGov, która jednak nie potwierdza, że „większość ludzi nienawidzi swojej pracy”. Recenzent utrzymuje, że chociaż „feudalizm menedżerski” może wyjaśnić istnienie sługusów, inne rodzaje bzdurnych prac wyróżnionych przez Graebera zawdzięczają swoje istnienie konkurencji, regulacjom rządowym, długim łańcuchom dostaw i więdnięciu nieefektywnych firm. Te same elementy są odpowiedzialne na luksusowe dobra późnego kapitalizmu, taki jak smartfony i produkty całoroczne.
Badanie empiryczne z 2021 r. zweryfikowało twierdzenia Graebera, stwierdzając niski i zmniejszający się odsetek pracowników, którzy uważają swoją pracę za bezużyteczną.